# Liste des volcans du Japon
Cet article recense les volcans du Japon.

## Groupes géographiques

### Hokkaidō
| Nom                 | Forme         | Altitude | Dernière éruption | Île           | Coordonnées           |
| ------------------- | ------------- | -------- | ----------------- | ------------- | --------------------- |
| Akan                | Caldeira      | +01 499, | 2006              | Hokkaidō      | 43° 23′ N, 144° 01′ E |
| Asahidake           | Stratovolcans | +02 290, | 1739              | Hokkaidō      | 43° 40′ N, 142° 51′ E |
| Mont E              | Stratovolcan  | +00618,  | 1874              | Hokkaidō      | 41° 48′ N, 141° 10′ E |
| Hokkaidō Komagatake | Stratovolcan  | +01 131, | 2000              | Hokkaidō      | 42° 04′ N, 140° 41′ E |
| Iō                  | Stratovolcan  | +01 563, | ?                 | Hokkaidō      | 44° 08′ N, 145° 10′ E |
| Kutcharo            | Caldeira      | +00999,  | ?                 | Hokkaidō      | 43° 36′ N, 144° 27′ E |
| Kuttara             | Stratovolcans | +00581,  | ?                 | Hokkaidō      | 42° 29′ N, 141° 10′ E |
| Mashū               | Caldeira      | +00855,  | ?                 | Hokkaidō      | 43° 34′ N, 144° 34′ E |
| Nipesotsu-Maruyama  | Stratovolcans | +02 013, | 1899              | Hokkaidō      | 43° 27′ N, 143° 02′ E |
| Niseko              | Stratovolcans | +01 154, | -4050             | Hokkaidō      | 42° 53′ N, 140° 38′ E |
| Okkabake            | Stratovolcan  | +01 462, | ?                 | Hokkaidō      | 44° 06′ N, 145° 08′ E |
| Oshima-Oshima       | Stratovolcan  | +00737,  | ?                 | Oshima-Oshima | 41° 30′ N, 139° 22′ E |
| Mont Rausu          | Stratovolcan  | +01 660, | 1880              | Hokkaidō      | 44° 04′ N, 145° 08′ E |
| Rishiri             | Stratovolcan  | +01 721, | -5830             | Rhishiri      | 45° 11′ N, 141° 15′ E |
| Shikaribetsu        | Dômes de lave | +01 401, | Holocène          | Hokkaidō      | 43° 19′ N, 143° 06′ E |
| Shikotsu            | Caldeira      | −05 000, | 1981              | Hokkaidō      | 42° 48′ N, 141° 21′ E |
| Tokachi             | Stratovolcans | +02 077, | 1989              | Hokkaidō      | 43° 25′ N, 142° 41′ E |
| Usu                 | Stratovolcan  | +00737,  | 2001              | Hokkaidō      | 42° 32′ N, 140° 51′ E |
| Yōtei               | Stratovolcan  | +01 898, | Holocène          | Hokkaidō      | 42° 50′ N, 140° 49′ E |

### Honshū
| Nom                   | Forme                | Altitude | Dernière éruption | Île    | Coordonnées           |
| --------------------- | -------------------- | -------- | ----------------- | ------ | --------------------- |
| Abu                   | Volcans boucliers    | +00641,  | ?                 | Honshū | 34° 30′ N, 131° 36′ E |
| Mont Adatara          | Stratovolcans        | +01 718, | 1990              | Honshū | 37° 39′ N, 140° 17′ E |
| Akagi                 | Stratovolcan         | +01 828, | ?                 | Honshū | 36° 33′ N, 139° 12′ E |
| Mont Akita-Komagatake | Stratovolcans        | +01 637, | 1971              | Honshū | 39° 45′ N, 140° 48′ E |
| Mont Akita-Yake-Yama  | Stratovolcan         | +01 366, | 1997              | Honshū | 39° 58′ N, 140° 46′ E |
| Asama                 | Volcan complexe      | +02 568, | 2009              | Honshū | 36° 24′ N, 138° 32′ E |
| Monts Azuma           | Stratovolcans        | +02 035, | 1977              | Honshū | 37° 44′ N, 140° 15′ E |
| Mont Bandai           | Stratovolcan         | +01 819, | 1888              | Honshū | 37° 36′ N, 140° 05′ E |
| Mont Chōkai           | Stratovolcans        | +02 233, | 1974              | Honshū | 39° 06′ N, 140° 03′ E |
| Fuji                  | Stratovolcan         | +03 776, | 1707              | Honshū | 35° 21′ N, 138° 44′ E |
| Hachimantai           | Volcan bouclier      | +01 614, | ?                 | Honshū | 39° 57′ N, 140° 51′ E |
| Hakkōda               | Stratovolcans        | +01 585, | 1997              | Honshū | 40° 39′ N, 140° 53′ E |
| Hakone                | Caldeira             | +01 438, | 1170 ± 100 ans    | Honshū | 35° 14′ N, 139° 01′ E |
| Mont Haku             | Stratovolcan         | +02 702, | 1659              | Honshū | 36° 09′ N, 136° 46′ E |
| Mont Haruna           | Stratovolcan         | +01 730, | -550 ± 10 ans     | Honshū | 36° 28′ N, 138° 51′ E |
| Mont Hijiori          | Caldeira             | +00516,  | -8300 ± 1000 ans  | Honshū | 38° 36′ N, 140° 11′ E |
| Hiuchigatake          | Stratovolcan         | +02 356, | 1544              | Honshū | 36° 57′ N, 139° 17′ E |
| Mont Iwaki            | Stratovolcan         | +01 625, | 1863              | Honshū | 40° 39′ N, 140° 18′ E |
| Mont Iwate            | Volcan complexe      | +02 041, | 1919              | Honshū | 39° 51′ N, 141° 00′ E |
| Izu-Tobu              | Cônes pyroclastiques | +01 406, | 1989              | Honshū | 34° 54′ N, 139° 06′ E |
| Tateshina             | Stratovolcans        | +02 530, | ?                 | Honshū | 36° 06′ N, 138° 18′ E |
| Mont Kurikoma         | Stratovolcan         | +01 628, | 1950              | Honshū | 38° 57′ N, 140° 48′ E |
| Mont Kusatsu-Shirane  | Stratovolcans        | +02 171, | 1989              | Honshū | 36° 37′ N, 138° 32′ E |
| Megata                | Maars                | +00291,  | -2050             | Honshū | 39° 57′ N, 139° 44′ E |
| Mont Myōkō            | Stratovolcan         | +02 446, | -2360 ± 150 ans   | Honshū | 36° 53′ N, 138° 07′ E |
| Nantai                | Stratovolcan         | +02 486, | ?                 | Honshū | 36° 46′ N, 139° 30′ E |
| Mont Narugo           | Caldeira             | +00470,  | 837               | Honshū | 38° 44′ N, 140° 44′ E |
| Mont Nasu             | Stratovolcans        | +01 915, | 1963              | Honshū | 37° 07′ N, 139° 58′ E |
| Niigatayake           | Dôme de lave         | +02 400, | 1998              | Honshū | 36° 55′ N, 138° 02′ E |
| Mont Nikkō-Shirane    | Volcan bouclier      | +02 578, | 1890              | Honshū | 36° 48′ N, 139° 23′ E |
| Mont Norikura         | Stratovolcans        | +03 026, | -6870 ± 500 ans   | Honshū | 36° 06′ N, 137° 33′ E |
| Numazawa              | Volcan bouclier      | +01 100, | -2980 ± 150 ans   | Honshū | 37° 27′ N, 139° 35′ E |
| Oki-Dōgo              | Volcan bouclier      | +00151,  | ?                 | Dōgo   | 36° 11′ N, 133° 20′ E |
| Mont Ōmanago          | Dômes de lave        | +02 367, | ?                 | Honshū | 36° 48′ N, 139° 31′ E |
| Ontake                | Volcan complexe      | +03 063, | 2014              | Honshū | 35° 53′ N, 137° 29′ E |
| Mont Osore            | Stratovolcan         | +00879,  | 1787              | Honshū | 41° 17′ N, 141° 07′ E |
| Sanbe                 | Stratovolcan         | +01 126, | -1760 ± 150 ans   | Honshū | 35° 08′ N, 132° 37′ E |
| Shiga                 | Volcans boucliers    | +02 041, | ?                 | Honshū | 36° 41′ N, 138° 31′ E |
| Mont Takahara         | Stratovolcan         | +01 511, | -4570             | Honshū | 36° 54′ N, 139° 47′ E |
| Tate                  | Stratovolcan         | +02 621, | 1858              | Honshū | 36° 34′ N, 137° 36′ E |
| Towada                | Caldeira             | +01 159, | 915               | Honshū | 40° 28′ N, 140° 55′ E |
| Washiba-Kumonotaira   | Volcans boucliers    | +02 924, | -4000             | Honshū | 36° 24′ N, 137° 36′ E |
| Mont Yake             | Stratovolcans        | +02 455, | 1995              | Honshū | 36° 13′ N, 137° 35′ E |
| Zaō                   | Volcan complexe      | +01 841, | 1940              | Honshū | 38° 08′ N, 140° 27′ E |

### Archipel d'Izu
| Nom         | Forme             | Altitude | Dernière éruption | Île         | Coordonnées           |
| ----------- | ----------------- | -------- | ----------------- | ----------- | --------------------- |
| Aogashima   | Stratovolcan      | +00423,  | 1785              | Aogashima   | 32° 27′ N, 139° 46′ E |
| Bayonnaise  | Volcan sous-marin | +00011,  | 1970              | -           | 31° 53′ N, 139° 55′ E |
| Doyo        | Volcan sous-marin | −00860,  | ?                 | -           | 27° 41′ N, 140° 48′ E |
| Hachijōjima | Stratovolcans     | +00854,  | 1707              | Hachijōjima | 33° 08′ N, 139° 46′ E |
| Izu Ōshima  | Stratovolcan      | +00764,  | 1790              | Izu Ōshima  | 34° 43′ N, 139° 24′ E |
| Kōzushima   | Dômes de lave     | +00572,  | 838               | Kōzushima   | 34° 13′ N, 139° 09′ E |
| Kurose      | Volcan sous-marin | −00107,  | ?                 | -           | 33° 24′ N, 139° 41′ E |
| Mikurajima  | Stratovolcan      | +00851,  | -3450             | Mikurajima  | 33° 52′ N, 139° 36′ E |
| Miyakejima  | Stratovolcan      | +00815,  | 2005              | Miyakejima  | 34° 05′ N, 139° 32′ E |
| Mokuyo      | Volcan sous-marin | −00920,  | ?                 | -           | 28° 19′ N, 140° 34′ E |
| Myojin      | Volcan sous-marin | +00360,  | ?                 | -           | 32° 06′ N, 139° 51′ E |
| Niijima     | Dômes de lave     | +00432,  | 886               | Niijima     | 34° 24′ N, 139° 16′ E |
| Smith Rock  | Volcan sous-marin | +00136,  | ?                 | -           | 31° 26′ N, 140° 03′ E |
| Sofugan     | Stratovolcan      | +00099,  | ?                 | Sofugan     | 29° 47′ N, 140° 21′ E |
| Suiyo       | Volcan sous-marin | −01 418, | ?                 | -           | 28° 36′ N, 140° 38′ E |
| Torishima   | Stratovolcan      | +00394,  | 2002              | Torishima   | 30° 29′ N, 140° 18′ E |
| Toshima     | Stratovolcan      | +00508,  | -4050             | Toshima     | 34° 31′ N, 139° 17′ E |

### Kyūshū
| Nom             | Forme                         | Altitude | Dernière éruption | Île        | Coordonnées                   |
| --------------- | ----------------------------- | -------- | ----------------- | ---------- | ----------------------------- |
| Aso             | Caldeira                      | +01 592, | 2016              | Kyūshū     | 32° 53′ N, 131° 06′ E         |
| Fukue-jima      | Volcans boucliers             | +00317,  | -550              | Fukue-jima | 32° 39′ N, 128° 51′ E         |
| Ibusuki         | Caldeiras                     | +00922,  | 885               | Kyūshū     | 31° 13′ N, 130° 34′ E         |
| Monts Kirishima | Cônes et cratères volcaniques | +01 700, | 1992              | Kyūshū     | 31° 56′ N, 130° 52′ E         |
| Kujū            | Stratovolcans                 | +01 791, | 1996              | Kyūshū     | 33° 05′ N, 131° 15′ E         |
| Sakura-jima     | Stratovolcan                  | +01 117, | 2016              | Kyūshū     | 31° 35′ N, 130° 39′ E         |
| Sumiyoshi-ike   | Maars                         | +00015,  | -4550             | Kyūshū     | 31° 46′ N, 130° 36′ E         |
| Mont Tsurumi    | Dôme de lave                  | +01 374, | 867               | Kyūshū     | 33° 17′ N, 131° 26′ E         |
| Mont Unzen      | Volcan complexe               | +01 500, | 1996              | Kyūshū     | 32° 45′ N, 130° 18′ E         |
| Mont Yufu       | Dôme de lave                  | +01 584, | -200              | Kyūshū     | 33° 16′ 55″ N, 131° 23′ 24″ E |

### Îles Ryūkyū
| Nom               | Forme             | Altitude | Dernière éruption | Île               | Coordonnées           |
| ----------------- | ----------------- | -------- | ----------------- | ----------------- | --------------------- |
| Akuseki-jima      | Stratovolcans     | +00584,  | ?                 | Akuseki-jima      | 29° 28′ N, 129° 36′ E |
| Iriomote          | Volcan sous-marin | −00200,  | 1924              | -                 | 24° 33′ N, 124° 00′ E |
| Iōtori-shima      | Volcan complexe   | +00212,  | 1968              | Iōtori-shima      | 27° 53′ N, 128° 13′ E |
| Kikai             | Caldeira          | +00704,  | 2004              | Iōjima            | 30° 47′ N, 130° 18′ E |
| Kogaja-jima       | Dômes de lave     | +00301,  | ?                 | Kogaja-jima       | 29° 53′ N, 129° 38′ E |
| Kuchinoerabu-jima | Stratovolcans     | +00657,  | 1999              | Kuchinoerabu-jima | 30° 26′ N, 130° 13′ E |
| Kuchin-shima      | Stratovolcans     | +00628,  | ?                 | Kuchino-shima     | 29° 58′ N, 129° 56′ E |
| Otake             | Stratovolcans     | +00979,  | 1949              | Nakano-shima      | 29° 51′ N, 129° 52′ E |
| Suwanose-jima     | Stratovolcans     | +00799,  | 2007              | Suwanose-jima     | 29° 38′ N, 129° 43′ E |
| Yokoate-jima      | Stratovolcans     | +00495,  | -1835 ± 30 ans    | Yokoate-jima      | 28° 48′ N, 128° 59′ E |

### Autres
| Nom              | Forme             | Altitude | Dernière éruption | Île           | Coordonnées           |
| ---------------- | ----------------- | -------- | ----------------- | ------------- | --------------------- |
| Daikoku          | Volcan sous-marin | −00323,  | ?                 | -             | 21° 19′ N, 144° 12′ E |
| Fukujin          | Volcan sous-marin | −00217,  | 1974              | -             | 21° 56′ N, 143° 28′ E |
| Fukutoku-Okanoba | Volcan sous-marin | −00014,  | 2005              | -             | 24° 17′ N, 141° 29′ E |
| Iwo-jima         | Caldeira          | +00161,  | 1997              | Iwo Jima      | 24° 45′ N, 141° 17′ E |
| Kaikata          | Volcan sous-marin | −00162,  | ?                 | -             | 26° 40′ N, 141° 00′ E |
| Kaitoku          | Volcan sous-marin | −00103,  | 1984              | -             | 26° 07′ N, 141° 06′ E |
| Kasuga           | Volcan sous-marin | +00200,  | 1959              | -             | 21° 45′ N, 143° 43′ E |
| Kita-Fukutokutai | Volcan sous-marin | −00073,  | 1954              | -             | 24° 25′ N, 141° 25′ E |
| Kita-Iwo-jima    | Stratovolcan      | +00792,  | 1953              | Kita-Iwo-jima | 25° 25′ N, 141° 17′ E |
| Minami Kasuga    | Volcan sous-marin | −00274,  | ?                 | -             | 21° 36′ N, 143° 38′ E |
| Minami-Hiyoshi   | Volcan sous-marin | −00030,  | 1975              | -             | 23° 30′ N, 141° 56′ E |
| Nikko            | Volcan sous-marin | −00391,  | ?                 | -             | 23° 04′ N, 142° 18′ E |
| Nishino-shima    | Caldeira          | +00038,  | 1974              | Nishinoshima  | 27° 16′ N, 140° 53′ E |